# NDV-HXP-S
NDV-HXP-S (conocida también como Patria en México, COVIVAC en Vietnam, HXP-GPOVac en Tailandia, y ButanVac en Brasil, es una candidata a vacuna contra la COVID-19 desarrollada por un equipo de investigadores dirigido por Jason McLellan en la Universidad de Texas en Austin, junto con otros grupos de la Escuela Icahn de Medicina en Monte Sinaí y el Instituto Nacional de Alergias y Enfermedades Infecciosas, así como distintos centros regionales de algunos países de América Latina y Asia, basándose en una espícula viral mejorada que le proporciona su resiliencia y eficacia. 

## Descripción
Durante la pandemia por COVID-19, México tuvo que, como muchos países, importar millones de vacunas. Es por ello que en 2020 el Conacyt convocó a la comunidad científica para presentar propuestas de desarrollos de vacunas contra el virus SARS-CoV-2. A la par se conformó el Comité Nacional de Ciencia, Tecnología e Innovación en Salud Pública para poder hacer la evaluación de las propuestas.
La vacuna empezó a desarrollarse en marzo de 2020, basándose en un paramixovirus recombinante de la enfermedad de Newcastle (rNDV), una infección que afecta a las aves. Por ello es el aporte que Avimex, farmacéutica mexicana especializada en fármacos veterinarios, ha dado. La empresa determinó que un virus recombinante de la enfermedad de Newcastle tiene potencial de éxito para la vacuna contra la COVID-19, por el uso de esta plataforma en miles de millones de dosis de vacunas veterinarias de influenza.
Bajo la modalidad de coinversión público-privada, Avimex recibió un financiamiento inicial de 15 millones de pesos por parte de la Agencia Mexicana de Cooperación Internacional para el Desarrollo de la Secretaría de Relaciones Exteriores, además de 135 millones de pesos aportados por el Conacyt para las fases clínicas 1 y 2, quien acompaña el desarrollo con articulación interinstitucional, seguimiento técnico y coordinación científica para la certificación de la planta de producción de biológicos para uso humano, así como el diseño de la primera fase clínica en humanos.
El desarrollo vacunal, como todas las vacunas contra COVID-19, usa una tecnología preexistente de la Escuela de Medicina Icahn en Monte Sinaí (Nueva York), a través de una licencia exclusiva para México. Utilizará un vector viral (tecnología genómica) y a través de este lograr la expresión de la proteína S del SARS-CoV-2 para que se logre la inmunidad contra COVID-19.
El proyecto cuenta con más colaboraciones: del Instituto Mexicano del Seguro Social, con quien realizó en 2009 una fase clínica exitosa de una vacuna contra la influenza AH1N1 en condiciones de pandemia,  quien se encuentra realizando pruebas inmunológicas en animales (fase preclínica) e in-vitro de los candidatos vacunales con muestras de pacientes  COVID-19, además acompañará el desarrollo de las fases clínicas; de la Universidad Nacional Autónoma de México con la conducción de pruebas analíticas para la caracterización de la vacuna, la interpretación de resultados de pruebas preclínicas y el apoyo en el diseño de protocolos clínicos; del Instituto Nacional de Enfermedades Respiratorias con apoyo con análisis inmunológicos en las pruebas clínicas en humanos, en cuanto inicie esa fase.
La Comisión Federal para la Protección contra Riesgos Sanitarios certificó la planta de producción, los primeros lotes de vacunas y el diseño de pruebas para el primer ensayo clínico en seres humanos.

### Nombre
En México, el nombre Patria, fue revelado en la presentación de avances, realizada en la conferencia presidencial matutina, Andrés Manuel López Obrador; donde mencionó que se eligió ese nombre en homenaje al poeta Ramón López Velarde y su poema Suave patria, además de que es un nombre que recuerda que se debe priorizar la independencia y autosuficiencia:
Una vacuna con ese nombre significa que debemos siempre de pensar en que nos conviene ser independientes, no se trata de cerrarnos en un mundo globalizado, pero debemos ser autosuficientes en lo fundamental, en lo básico.